# Metropolia Oklahoma City
Metropolia Oklahoma City – metropolia Kościoła rzymskokatolickiego obejmująca stany Oklahoma i Arkansas w Stanach Zjednoczonych.
Katedrą metropolitarną jest katedra Matki Bożej Nieustającej Pomocy w Oklahoma City.

## Podział administracyjny
Metropolia jest częścią regionu X (AR, OK, TX)
- Archidiecezja Oklahoma City
- Diecezja Little Rock
- Diecezja Tulsa

## Metropolici
- John Raphael Quinn (1972 – 1977)
- Charles Salatka (1977 – 1992)
- Eusebius Beltran (1992 - 2010)
- Paul Coakley (2010 -)